# 訃報 2001年5月
訃報 2001年5月（ふほう 2001ねん5がつ）では、2001年（平成13年）5月中に物故した、又は物故が報じられた人物についてまとめる。

## （1日 - 15日）

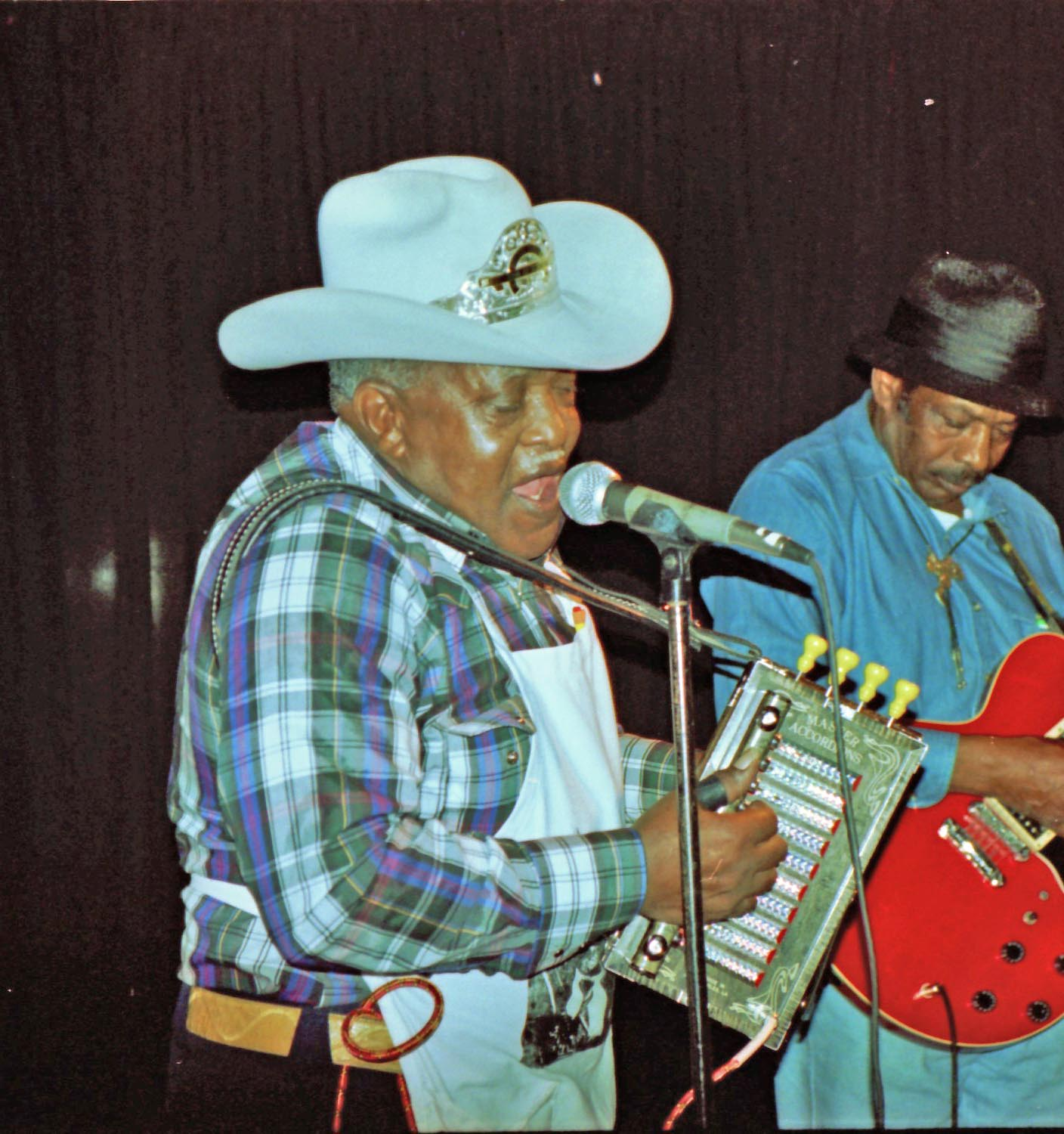
ブーズー・チェイヴィス / 5月5日没

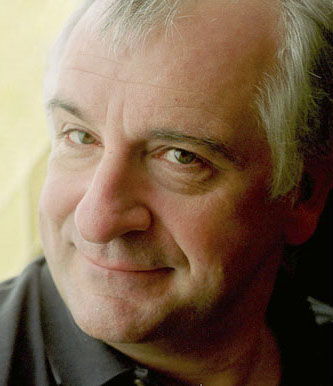
ダグラス・アダムズ / 5月11日没

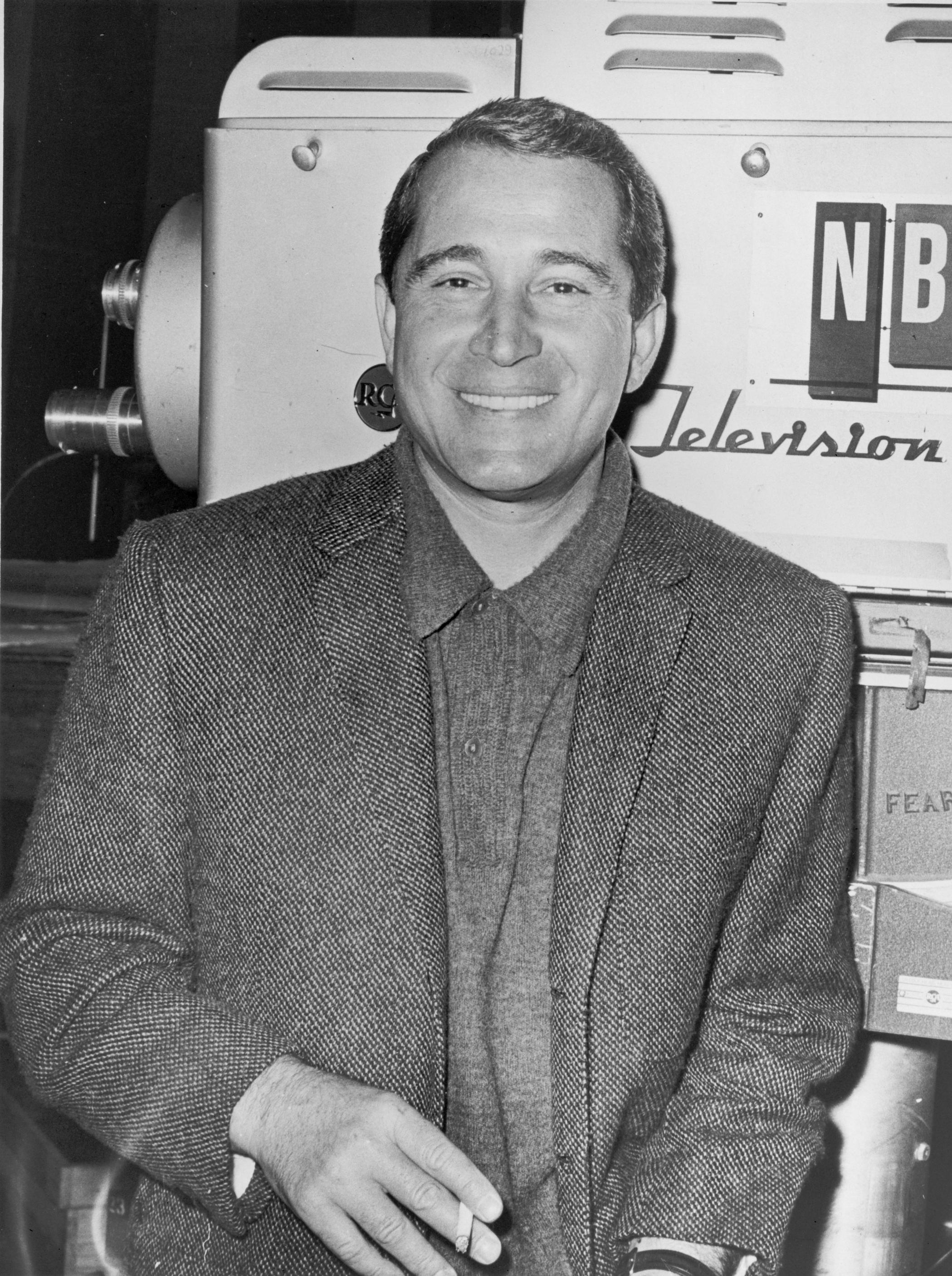
ペリー・コモ / 5月12日没

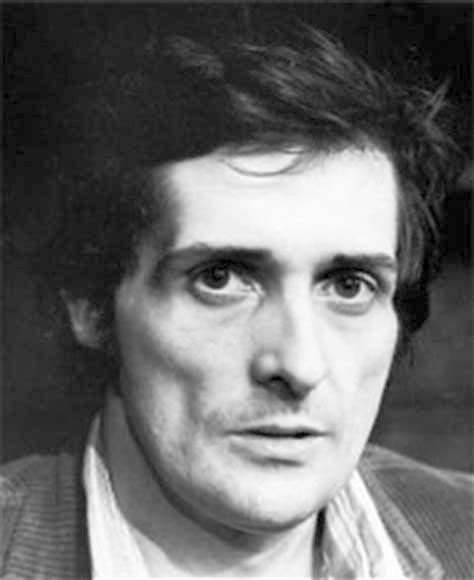
ジェイソン・ミラー / 5月13日没

- 5月5日 - ブーズー・チェイヴィス、歌手・アコーディオン奏者（* 1930年）
- 5月7日 - ジョーゼフ・グリーンバーグ、言語学者（* 1915年）
- 5月9日 - 長谷川実雄、経営者・元読売ジャイアンツ球団代表（* 1911年）
- 5月11日 - ダグラス・アダムズ、脚本家（* 1952年）
- 5月12日 - ペリー・コモ 、歌手（* 1912年）
- 5月13日 - ジェイソン・ミラー 、俳優（* 1939年）

## （16日 - 31日）

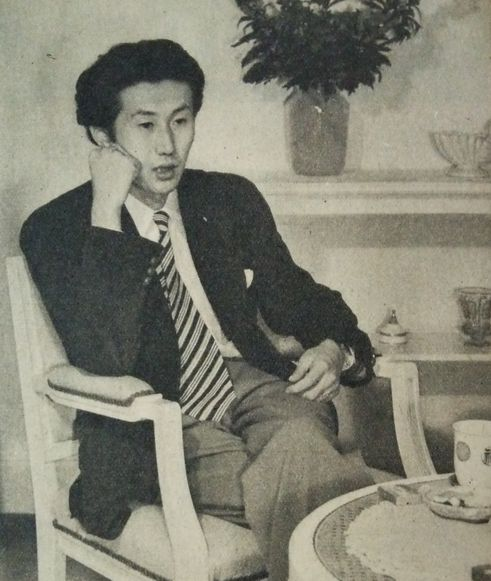
團伊玖磨 / 5月17日没

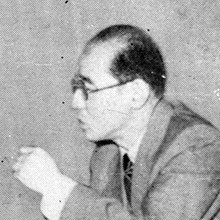
波多野完治 / 5月23日没

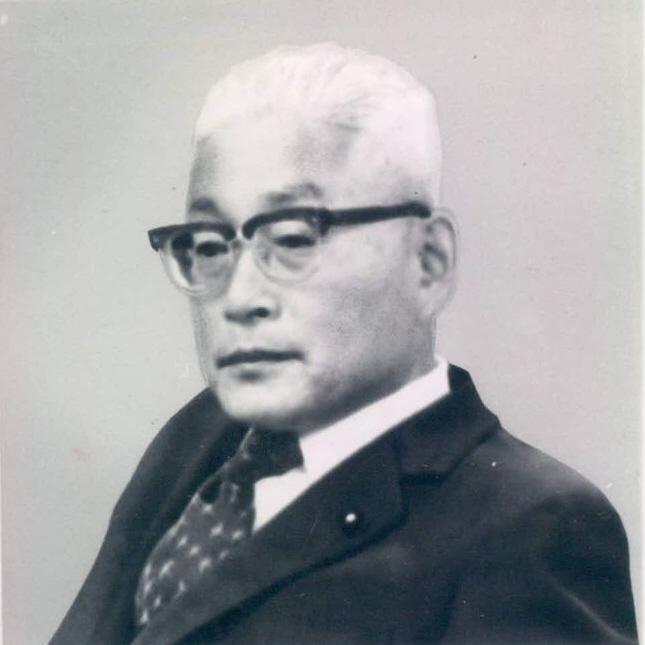
河本敏夫 / 5月24日没

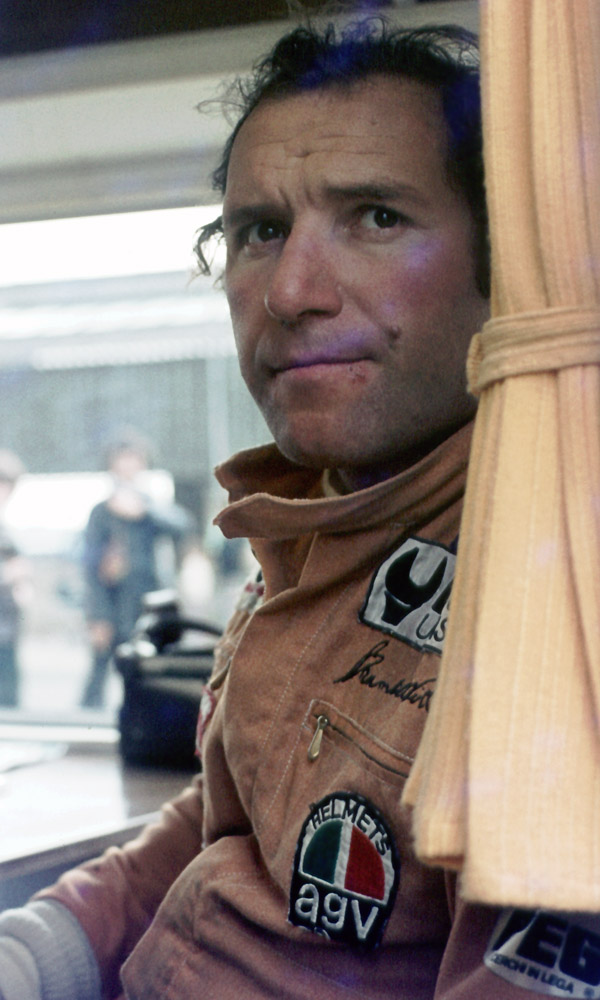
ヴィットリオ・ブランビラ / 5月26日没

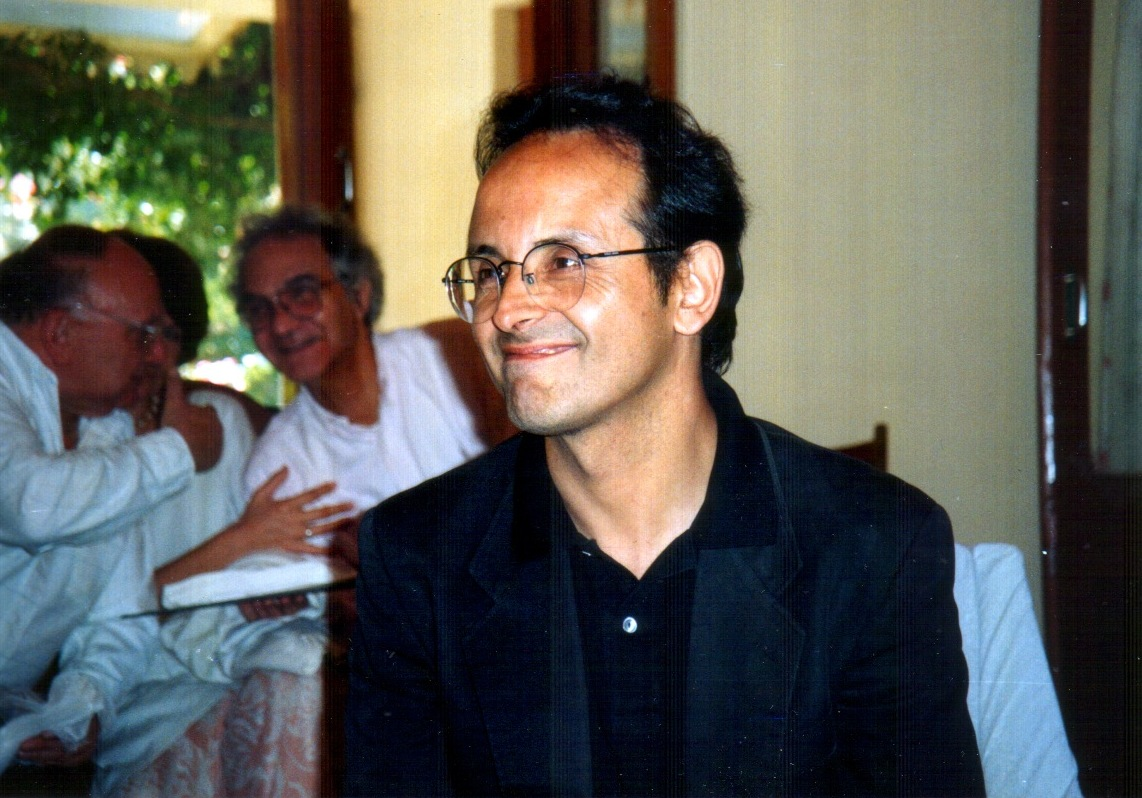
フランシスコ・バレーラ / 5月28日没

- 5月17日 - 團伊玖磨、作曲家（* 1924年）
- 5月19日 - スザンナ・マッコークル、歌手（* 1946年）
- 5月21日 - 鈴木宏昌、作曲家（* 1940年）
- 5月23日 - 波多野完治、心理学者（* 1905年）
- 5月24日 - 河本敏夫、政治家、実業家（* 1911年）
- 5月24日 - 江崎誠致、小説家（* 1922年）
- 5月26日 - 池本正夫、政治家、元京都府宇治市長（* 1920年）
- 5月26日 - ヴィットリオ・ブランビラ、イタリアのレーシングドライバー（* 1937年）
- 5月27日 - 中込純次、詩人・フランス文学者・翻訳家（* 1906年）
- 5月28日 - フランシスコ・バレーラ、生物学者・認知科学者（* 1946年）
- 5月29日 - 武藤山治、政治家（* 1925年）
- 5月29日 - 権藤恒夫、政治家（* 1930年）